# Souk El Haddadine (Tunis)
Pour les articles homonymes, voir Souk El Haddadine.

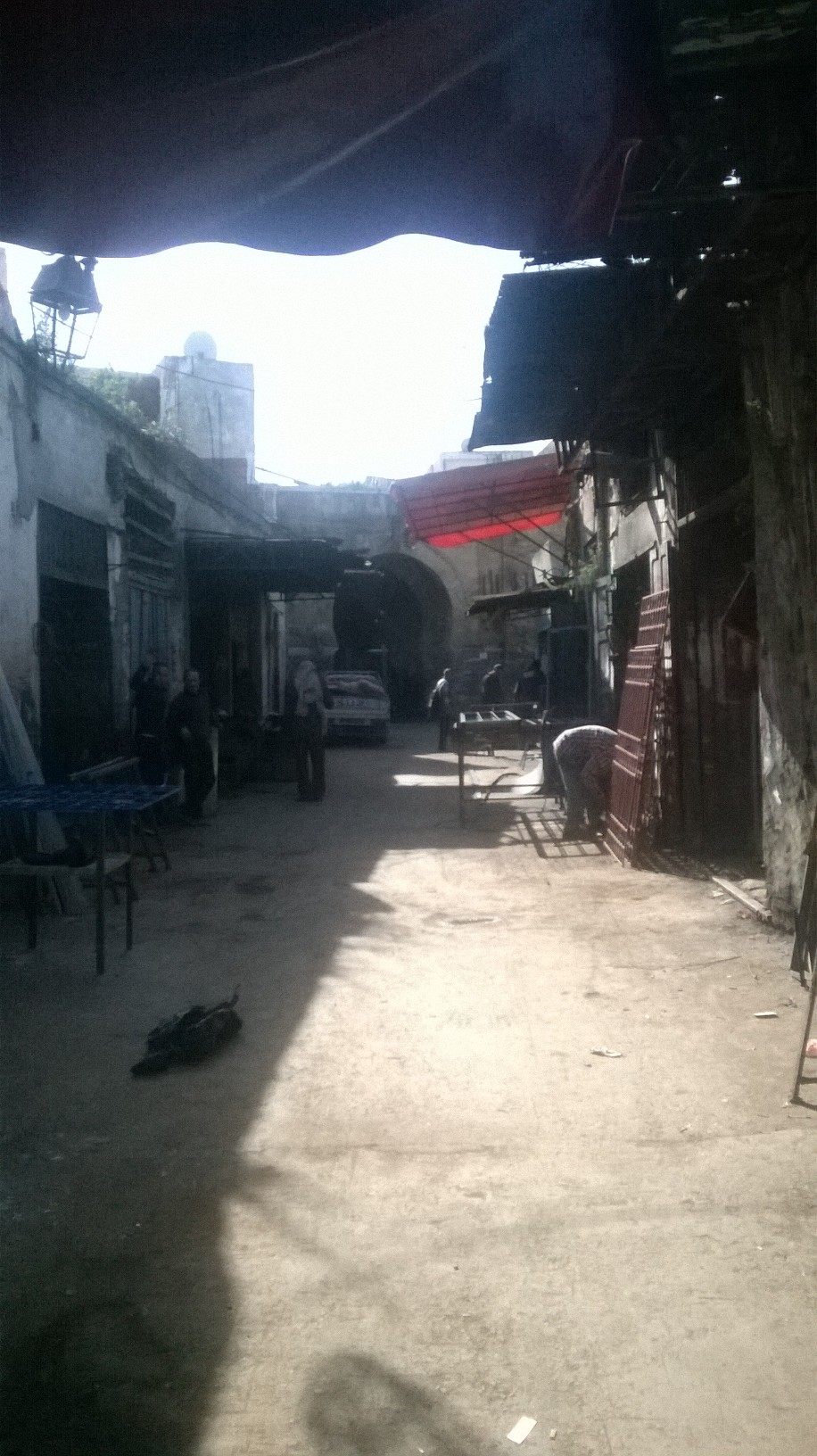
Vue du souk El Haddadine montrant au fond Bab Jedid

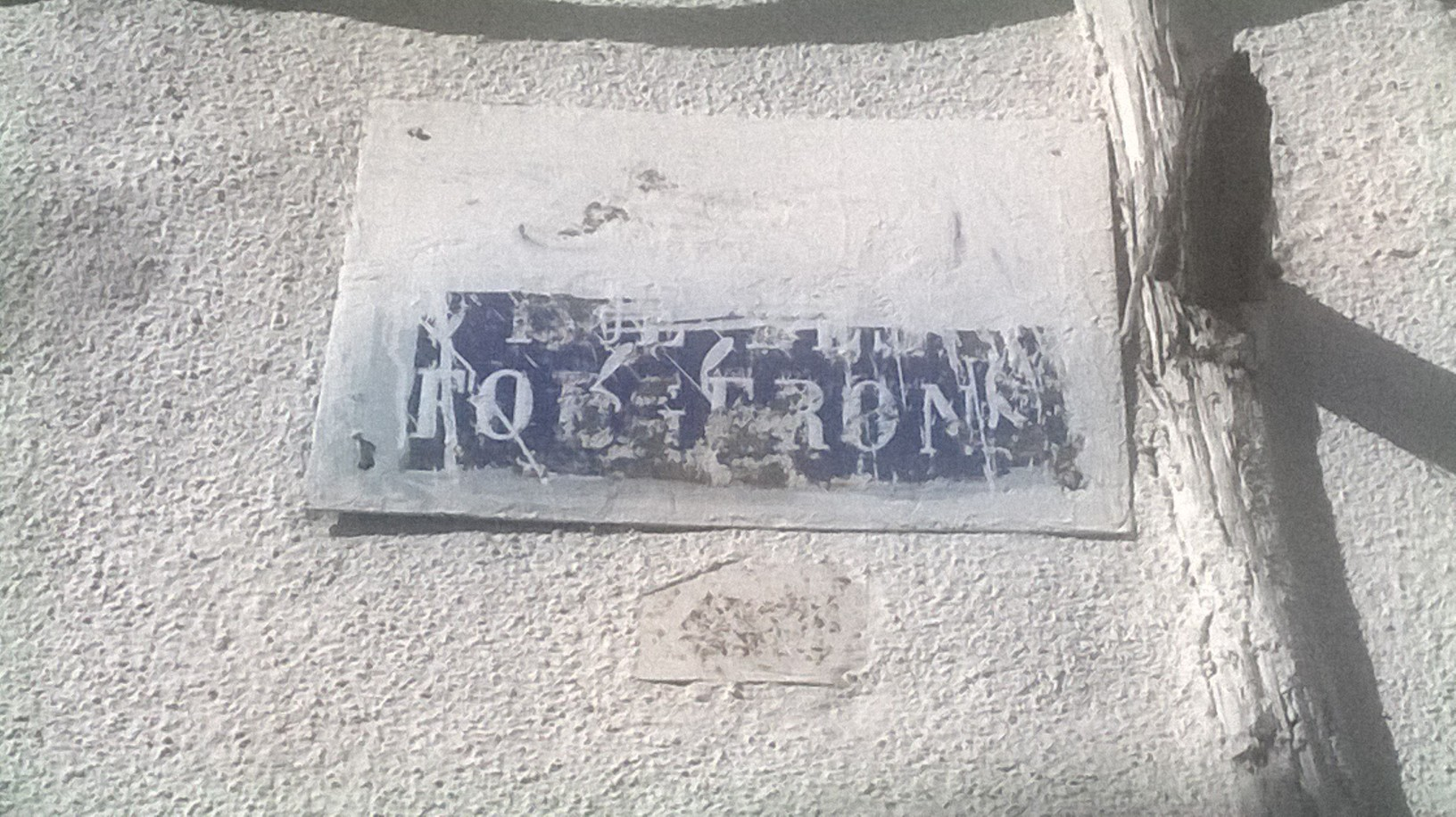
Plaque métallique indiquant la rue des Forgerons, siège du souk

Le souk El Haddadine (arabe : سوق الحدادين) ou souk des Forgerons est l'un des souks de la médina de Tunis, spécialisé dans la métallurgie.

## Localisation
Il est situé à l'extrémité sud de la médina, dans la rue des Forgerons, car il présente une activité polluante.

## Historique
Il est édifié à l'époque hafside (1128-1535).

## Monuments
À proximité se trouve Bab Jedid, l'une des portes de la médina de Tunis. Les Européens l'appellent « porte des Forgerons » parce qu’elle donne accès à ce souk.
On y trouve aussi la mosquée khelloua de Sidi Mahrez qui est un monument classé depuis un décret du 16 novembre 1928.

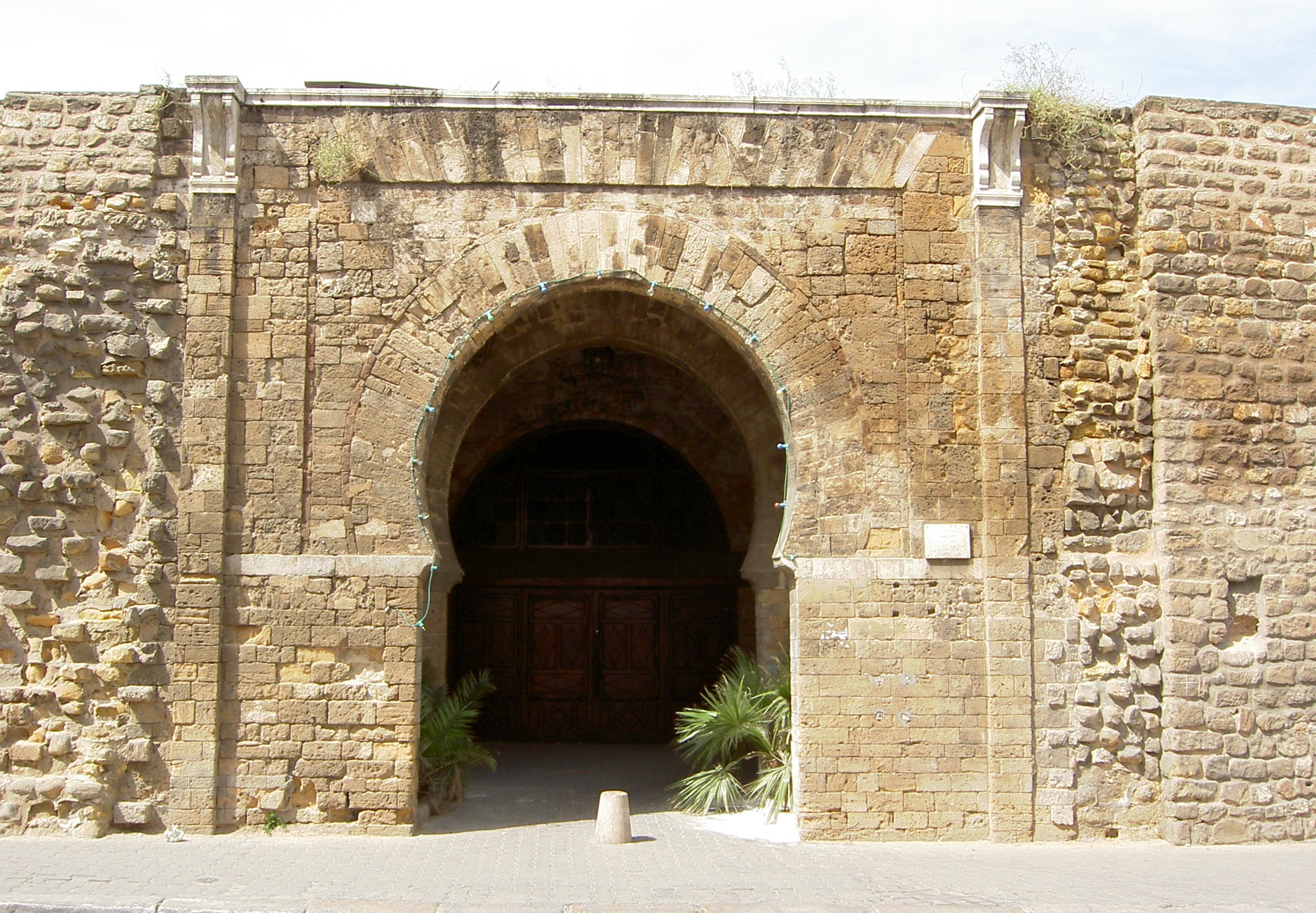
Vue de Bab Jedid
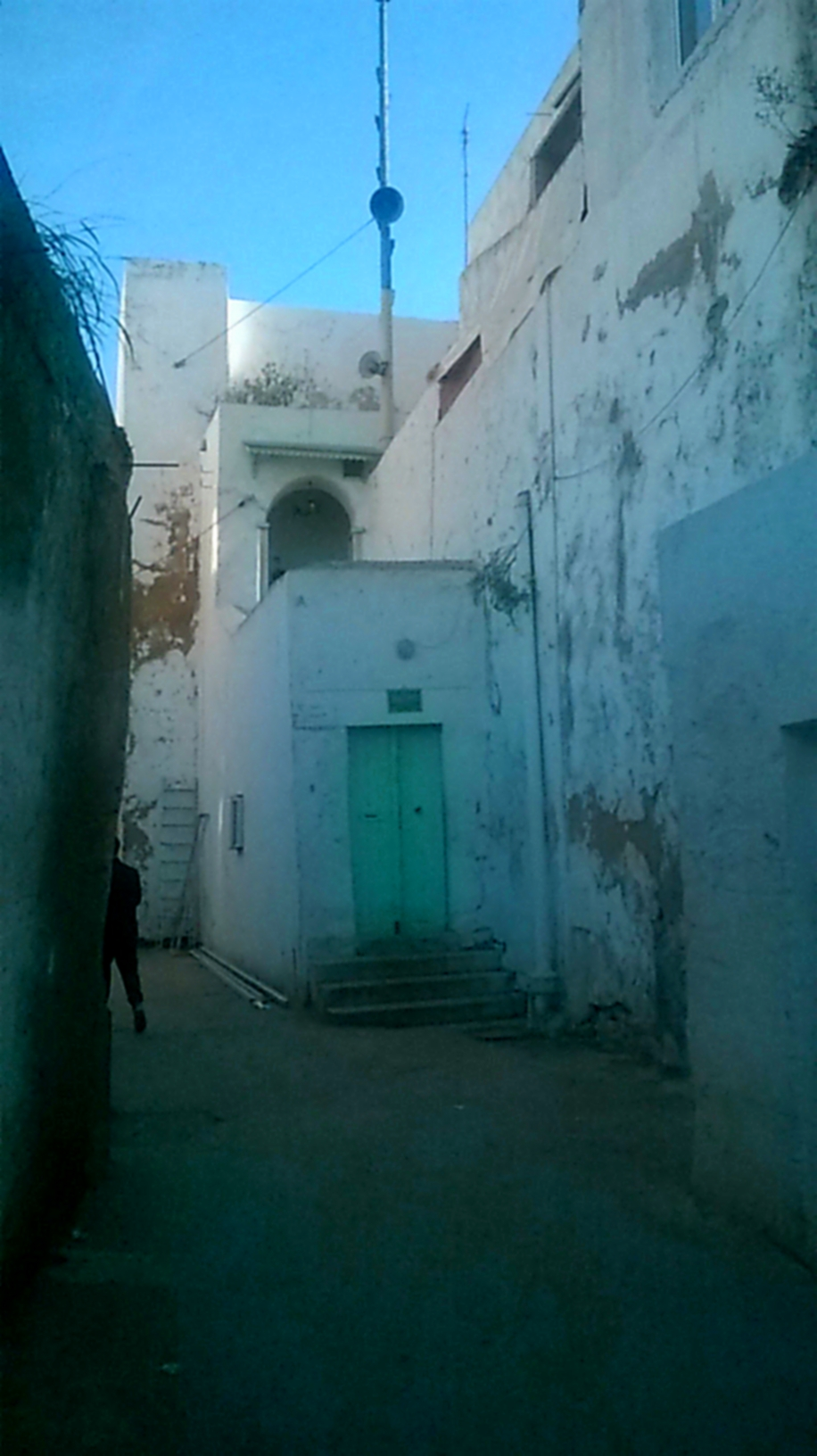
Vue de la mosquée
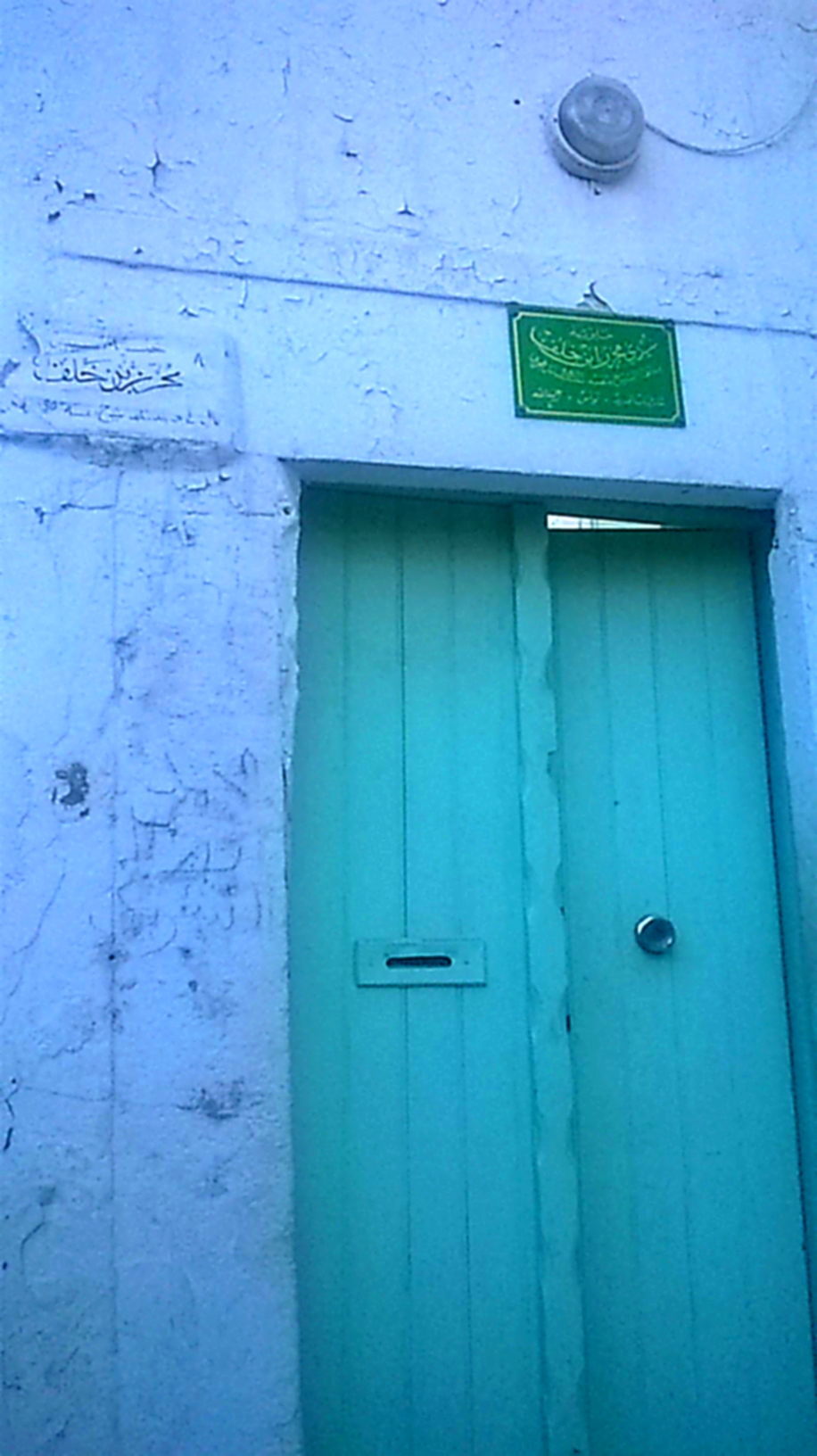
Entrée de la mosquée
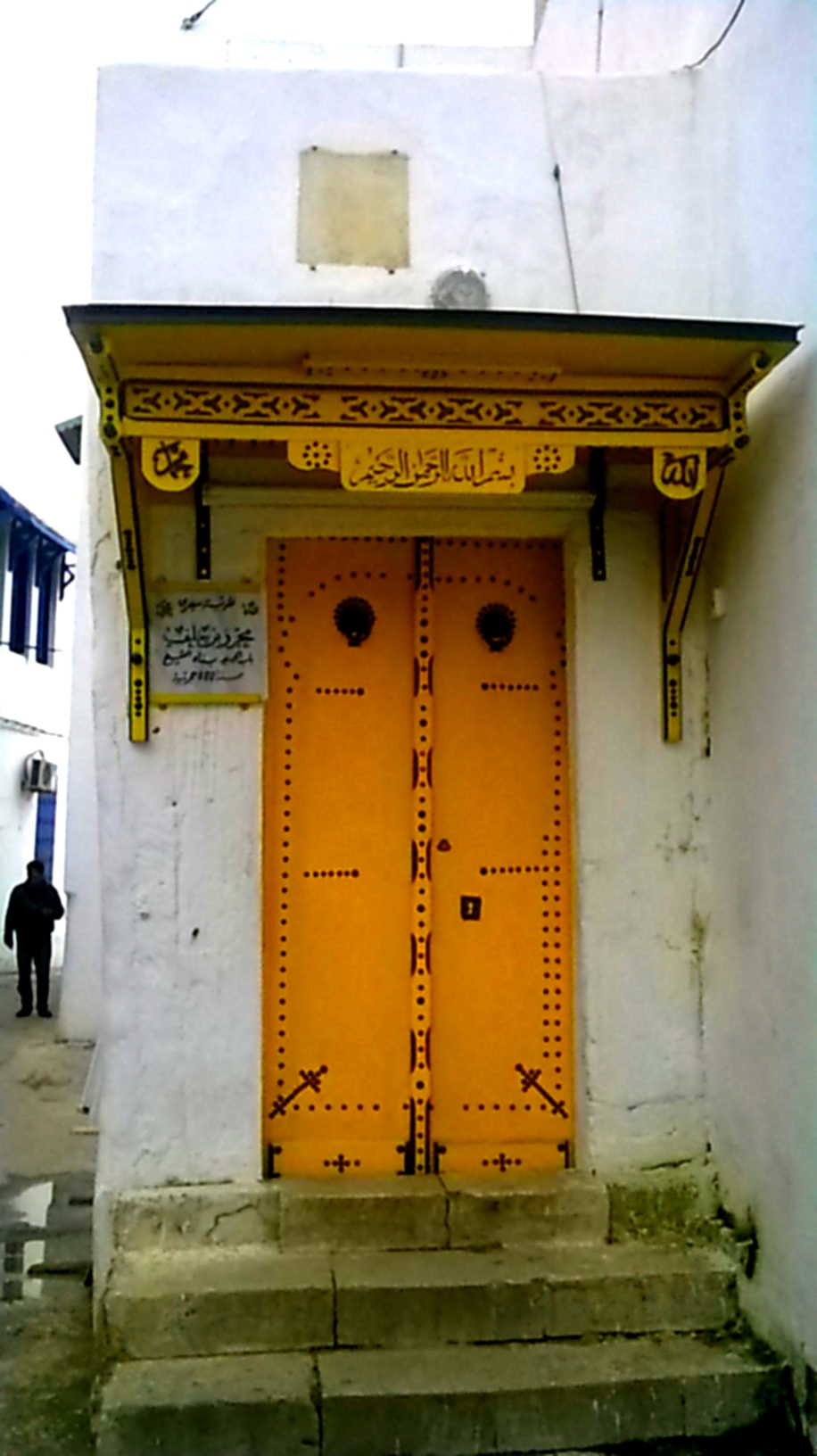
Vue de la mosquée après restauration